# 사누키시
사누키시(일본어: さぬき市)는 일본 가가와현 동부에 있는 시이다.

## 지리
가가와현 동부에 위치하고 세토 내해와 접해 시도만과 쓰다만이 있다. 시청은 시도 지구에 있고 도쿠시마현과의 현 경계에는 해발 500~790m 정도의 사누키 산맥이 있다.

## 역사
2002년 4월 1일에 오카와군(大川郡)의 쓰다정(津田町), 오카와정(大川町), 시도정(志度町), 산가와정(寒川町), 나가오정(長尾町)이 합병해 만들어졌다.

## 교통

### 철도
- 시코쿠 여객철도
  - 고토쿠선

- 다카마쓰코토히라 전기 철도
  - 시도선
  - 나가오선

### 도로
- 다카마쓰 자동차도(일본어판)
- 국도 11호선
- 국도 제377호선 (일본)(일본어판)

## 인구
| 연도 | 인구   | ±%     |
| ---- | ------ | ------ |
| 1920 | 45,243 | —      |
| 1930 | 46,450 | +2.7%  |
| 1940 | 44,972 | −3.2%  |
| 1950 | 60,675 | +34.9% |
| 1960 | 56,901 | −6.2%  |
| 1970 | 53,532 | −5.9%  |
| 1980 | 55,576 | +3.8%  |
| 1990 | 57,604 | +3.6%  |
| 2000 | 57,772 | +0.3%  |
| 2010 | 53,019 | −8.2%  |